# Виццана, Лукреция Орсина
Лукреция Орсина Виццана (итал. Lucrezia Orsina Vizzana; 3 июля 1590, Болонья — 7 мая 1662, там же) — итальянская певица, композитор и органист.

## Биография и творчество
В восьмилетнем возрасте Лукреция Орсина поступила в камальдульский монастырь Святой Кристины в Болонье, известный своими музыкальными традициями. Многие девочки из богатых семей обучались там музыке или становились членами ордена. В этом же монастыре находились две сестры и три тётушки Лукреции. Спустя несколько лет она приняла монашеский обет.
Музыке Лукрецию, вероятно, обучали её тётя Камилла Бомбаччи, органистка в монастыре, и Оттавио Верницци, преподававший в нём музыку с 1615 по 1623 год. Несмотря на изоляцию от мира, монастырские музыканты явно были знакомы с новейшими тенденциями в области духовной музыки. Лукреция Орсина стала единственным композитором монастыря Святой Кристины, чьи произведения были изданы. Они отличаются подчёркнуто современным стилем, совершенно не похожим на музыку, которую композиторы того времени (Адриано Банкьери, Габриэле Фатторини, Дж. Бьонди, Эрколе Порта) посвящали монахиням Святой Кристины и которая, вероятно, звучала в монастыре.
В 1623 году в Венеции был опубликован сборник мотетов Лукреции Виццана «Componimenti musicali de motetti concertati a 1 e più voci». На тот момент это было единственное изданное музыкальное произведение, принадлежащее монахине из Болоньи. Виртуозная орнаментация, вставные фразы декламационного характера и
экспрессивные задержания диссонансов сближают мотеты Виццана с произведениями Монтеверди и Порты.
В 1995 году вышла книга Крейга Монсона (Craig A. Monson), преподавателя музыки в Вашингтонском университете, «Дивы в монастыре» («Divas in the Convent»), главным действующим лицом которой является Лукреция Виццана.